# Ipomoea pedicellaris
Ipomoea pedicellaris är en vindeväxtart som beskrevs av George Bentham. Ipomoea pedicellaris ingår i släktet praktvindor, och familjen vindeväxter. Inga underarter finns listade i Catalogue of Life.